# Antonio Posso
Luis Antonio Posso Salgado (Atuntaqui, 5 de agosto de 1949) es un catedrático y político ecuatoriano.

## Trayectoria
En la década de los 80 fue presidente de la Unión Nacional de Educadores de Imbabura durante dos periodos. También fue uno de los fundadores de la Universidad Técnica del Norte, ocupando el rectorado de la misma por más de 30 años.
Inició su vida política en las elecciones legislativas de 1994, siendo elegido diputado nacional en representación de la provincia de Imbabura por el Movimiento Popular Democrático (periodo 1994-1996).
En las elecciones legislativas de 1998 volvió a ganar una curul como diputado de Imbabura, esta vez bajo la bandera de Pachakutik. Ocupó la vicepresidencia del Congreso Nacional entre 2000 y 2003.
En 2002 fue reelecto para un tercer periodo como diputado de Imbabura por Pachakutik. A principios de 2006 emprendió un juicio político contra el entonces ministro de economía, Diego Borja, acusándolo de haber violado la Constitución al alterar cifras del presupuesto general del Estado. El ministro Borja renunció a su cargo en julio del mismo año.
Para las elecciones legislativas de 2013 fue elegido asambleísta nacional en representación de Imbabura por el partido Avanza. Durante el periodo legislativo se desempeñó como jefe de bloque de su partido y se posicionó en contra de varias de las políticas del presidente Rafael Correa.

## Publicaciones
- Radiografía de una traición (2004), en el que hace un recuento de la alianza entre Pachakutik y Lucio Gutiérrez y las razones de su disolución.[14]
- Testimonio (2007), sobre su tiempo en el Congreso y los proyectos de ley que promovió.[15]